# Indiscreto
Indiscreto (Indiscreet) è un film in Technicolor del 1958 diretto da Stanley Donen.

## Trama
Anna Kalman, una celebre attrice teatrale, delusa da tutti gli spasimanti, incontra Philip Adams, un affascinante diplomatico della NATO. Tra i due si sviluppa una intensa relazione sentimentale, nonostante Adams riveli alla Kalman di essere già sposato ed impossibilitato ad ottenere il divorzio. Tutto sembra andare per il meglio se non fosse che Anna viene informata dalla sorella che Philip in realtà non ha moglie e che - malgrado sia sinceramente innamorato di lei - ha finto di essere sposato perché contrario al matrimonio: non potendo dichiararlo apertamente egli adotta questo sotterfugio. Anna, offesa dall'inganno, organizza un finto incontro con uno spasimante allo scopo di essere scoperta da Philip e chiudere la relazione con una vendetta. Ma le cose non vanno come ha immaginato.

## Riconoscimenti
- 1959 - Golden Globe
  - Candidatura Miglior film commedia
  - Candidatura Miglior attore in un film commedia o musicale a Cary Grant
  - Candidatura Miglior attrice in un film commedia o musicale a Ingrid Bergman
- 1959 - Premi BAFTA
  - Candidatura Miglior film
  - Candidatura Miglior film britannico